# Kołczygłowy (gmina)
Kołczygłowy (kaszub.  Kôłczëgłowë) – gmina wiejska w województwie pomorskim, w powiecie bytowskim. W latach 1975–1998 gmina należała administracyjnie do województwa słupskiego.
W skład gminy wchodzi 16 sołectw: Barkocin, Barnowiec, Barnowo, Darżkowo, Gałąźnia Mała, Gałąźnia Wielka, Jezierze, Kołczygłowy, Kołczygłówki, Łobzowo, Łubno, Podgórze, Radusz, Wierszyno, Witanowo, oraz Zagony.
Siedzibą gminy są Kołczygłowy.
Według danych z 30 czerwca 2004 r. gminę zamieszkiwało 4315 osób. Natomiast według danych z 31 grudnia 2017 roku gminę zamieszkiwało 4259 osób.
Z dniem 1 stycznia 2010 r. część obszaru sołectwa Zagony, o powierzchni 356,57 ha, weszła w skład gminy Tuchomie.

## Struktura powierzchni
Według danych z 2002 r. gmina Kołczygłowy ma obszar 173,34 km², w tym:
- użytki rolne: 38%,
- użytki leśne: 53%.

Gmina stanowi 7,9% powierzchni powiatu.

## Demografia

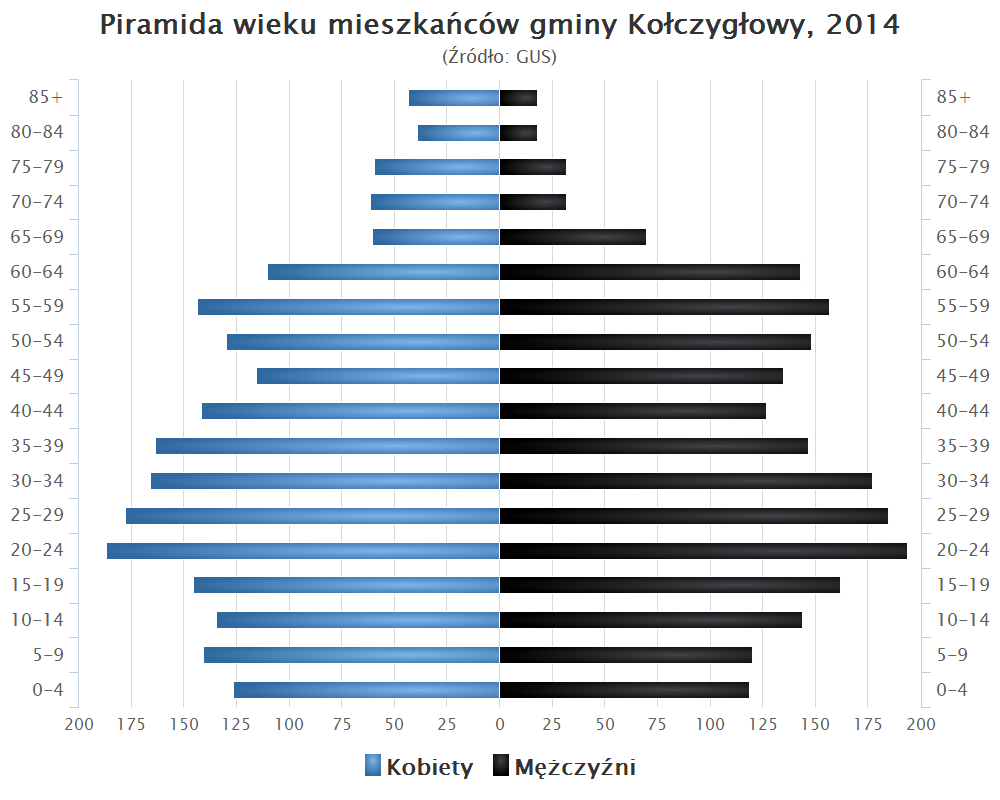
Piramida wieku mieszkańców gminy Kołczygłowy w 2014 roku

Dane z 30 czerwca 2004 roku:
| Opis                              | Ogółem | Ogółem | Kobiety | Kobiety | Mężczyźni | Mężczyźni |
| --------------------------------- | ------ | ------ | ------- | ------- | --------- | --------- |
| Jednostka                         | osób   | %      | osób    | %       | osób      | %         |
| Populacja                         | 4315   | 100    | 2143    | 49,7    | 2172      | 50,3      |
| Gęstość zaludnienia [mieszk./km²] | 24,9   | 24,9   | 12,4    | 12,4    | 12,5      | 12,5      |

## Ochrona przyrody
- Park Krajobrazowy Dolina Słupi

## Turystyka
Na atrakcyjność turystyczną gminy wpływają elementy środowiska naturalnego, szczególnie lasy zajmujące ponad połowę powierzchni gminy, liczne zbiorniki wodne i zróżnicowana konfiguracja terenu. W granicach gminy znajduje się centralna część Parku Krajobrazowego Dolina Słupi z licznymi osobliwościami przyrodniczymi, historycznymi i kulturowymi. W Gałąźni Małej znajduje się elektrownia wodna z 1913 roku, zaliczana do Szlaku Najstarszych Elektrowni Wodnych w Europie.

## Sąsiednie gminy
Borzytuchom, Dębnica Kaszubska, Miastko, Trzebielino, Tuchomie

## Wykaz miejscowości podstawowych i ich integralnych części w administracji gminy Kołczygłowy
Tabela nr 1.
| Nazwa           | Rodzaj miejscowości | Miejscowość podstawowa | SIMC      | Położenie geograficzne                    |
| --------------- | ------------------- | ---------------------- | --------- | ----------------------------------------- |
| Muskowo         | część kolonii       | Świelubie              | 0746047   | 54°16′47″N 17°16′24″E/54,279722 17,273333 |
| Klęskowo        | część kolonii       | Świelubie              | 0746030   | 54°16′59″N 17°17′09″E/54,283056 17,285833 |
| Barnówka        | część osady         | Barnowo                | zniesiona | 54°13′59″N 17°16′22″E/54,233056 17,272778 |
| Smolenko        | część wsi           | Podgórze               | 0746171   | 54°06′00″N 17°11′26″E/54,100000 17,190556 |
| Osowie          | część wsi           | Podgórze               | 0746165   | 54°06′16″N 17°13′52″E/54,104444 17,231111 |
| Pustka          | część wsi           | Łobzowo                | 0746107   | 54°07′54″N 17°14′40″E/54,131667 17,244444 |
| Kaźmierzewo     | część wsi           | Witanowo               | 0746248   | 54°07′05″N 17°14′28″E/54,118056 17,241111 |
| Roklewo         | część wsi           | Witanowo               | 0746254   | 54°06′50″N 17°13′53″E/54,113889 17,231389 |
| Grępno          | część wsi           | Podgórze               | 0746142   | 54°05′29″N 17°12′05″E/54,091389 17,201389 |
| Łączka          | część wsi           | Podgórze               | 0746159   | 54°06′33″N 17°11′36″E/54,109167 17,193333 |
| Wądół           | kolonia             | Wądół                  | 0746290   | 54°07′49″N 17°16′02″E/54,130278 17,267222 |
| Miłobądz        | kolonia             | Barkocin               | 0745929   | 54°08′05″N 17°12′22″E/54,134722 17,206111 |
| Świelubie       | kolonia             | Gałąźnia Wielka        | 0746024   | 54°17′11″N 17°16′43″E/54,286389 17,278611 |
| Barnowo         | leśniczówka         | Barnowo                | zniesiona | 54°16′00″N 17°14′06″E/54,266667 17,235000 |
| Łasko           | leśniczówka         | Barkocin               | zniesiona | 54°09′05″N 17°11′12″E/54,151389 17,186667 |
| Podgórzany      | leśniczówka         | Łobzowo                | zniesiona | 54°07′20″N 17°12′43″E/54,122222 17,211944 |
| Górki           | osada               | Wierszyno              | 0746225   | 54°16′59″N 17°14′26″E/54,283056 17,240556 |
| Stara Jesionka  | osada               | Łobzowo                | 0746120   | 54°09′32″N 17°14′11″E/54,158889 17,236389 |
| Gęślice         | osada               | Wierszyno              | 0746219   | 54°16′08″N 17°14′38″E/54,268889 17,243889 |
| Barnowo         | osada               | Barnowo                | 0745941   | 54°14′26″N 17°14′34″E/54,240556 17,242778 |
| Laski           | osada               | Barkocin               | 0745912   | 54°09′10″N 17°11′07″E/54,152778 17,185278 |
| Sierowo         | osada               | Gałąźnia Wielka        | 0746018   | 54°14′14″N 17°19′07″E/54,237222 17,318611 |
| Zatoki          | osada               | Gałąźnia Wielka        | 0746053   | 54°15′44″N 17°21′05″E/54,262222 17,351389 |
| Wierszynko      | osada               | Wierszyno              | 1065355   | 54°17′27″N 17°12′32″E/54,290833 17,208889 |
| Łubno           | osada               | Łobzowo                | 0746113   | 54°09′19″N 17°13′41″E/54,155278 17,228056 |
| Różki           | osada               | Gałąźnia Wielka        | 0746001   | 54°16′31″N 17°19′44″E/54,275278 17,328889 |
| Stankowo        | osada leśna         | Barnowo                | 0745958   | 54°15′13″N 17°14′57″E/54,253611 17,249167 |
| Wierzbnik       | przysiółek wsi      | Darżkowo               | zniesiona | 54°17′15″N 17°10′04″E/54,287500 17,167778 |
| Dobojewo        | przysiółek wsi      | Darżkowo               | 0745970   | 54°17′32″N 17°11′30″E/54,292222 17,191667 |
| Łobzowo         | wieś                |                        | 0746099   | 54°08′04″N 17°13′43″E/54,134444 17,228611 |
| Barnowiec       | wieś                |                        | 0745935   | 54°12′59″N 17°14′10″E/54,216389 17,236111 |
| Barkocin        | wieś                |                        | 0745906   | 54°09′02″N 17°12′18″E/54,150556 17,205000 |
| Witanowo        | wieś                |                        | 0746231   | 54°06′52″N 17°13′03″E/54,114444 17,217500 |
| Darżkowo        | wieś                |                        | 0745964   | 54°16′34″N 17°10′39″E/54,276111 17,177500 |
| Gałąźnia Mała   | wieś                |                        | 0745987   | 54°17′19″N 17°18′30″E/54,288611 17,308333 |
| Wierszyno       | wieś                |                        | 0746202   | 54°16′35″N 17°12′42″E/54,276389 17,211667 |
| Kołczygłowy     | wieś                |                        | 0746076   | 54°14′23″N 17°13′41″E/54,239722 17,228056 |
| Podgórze        | wieś                |                        | 0746136   | 54°06′16″N 17°13′03″E/54,104444 17,217500 |
| Kołczygłówki    | wieś                |                        | 0746082   | 54°13′53″N 17°12′01″E/54,231389 17,200278 |
| Jezierze        | wieś                |                        | 0746060   | 54°15′13″N 17°11′09″E/54,253611 17,185833 |
| Radusz          | wieś                |                        | 0746194   | 54°15′01″N 17°13′17″E/54,250278 17,221389 |
| Przyborze       | wieś                |                        | 0746188   | 54°08′27″N 17°16′05″E/54,140833 17,268056 |
| Gałąźnia Wielka | wieś                |                        | 0745993   | 54°18′04″N 17°19′01″E/54,301111 17,316944 |